# Gynekofilie
Gynekofilie (též gynofilie, v české odborné literatuře se podle angličtiny vyskytuje i chybný tvar gynefilie) je citlivost (reaktivita) vůči ženám. Slovo pochází z řeckých kmenů γυνε (gyne – žena) a φιλία (filia – láska, přátelství, náklonnost). Zpravidla se termín používá v erotologickém nebo sexuologickém významu. Gynekofilie se zpravidla projevuje citovou náklonností k ženě nebo ženám, intenzivnějším prožíváním nebo potřebou citově významných vztahů k nim, schopností se do nich zamilovat, někdy též genitální reaktivitou nebo touhou po fyzické blízkosti nebo orgasmických aktivitách ve vztahu k nim.
Převažující gynekofilie u mužů se obvykle nazývá mužskou heterosexualitou, převažující gynekofilie u žen se obvykle nazývá ženskou homosexualitou.
Gynekofilie se klade do protikladu buď k pedofilii, hebefilii (korofilii) a gerontofilii (graeofilii) – v takovém případě znamená zaměření výhradně na dospělé ženy, nebo do protikladu k androfilii (pak může zahrnovat i hebefilii a graeofilii).
Pojem gynekofilie umožňuje označit jedním slovem společnou vlastnost heterosexuálních mužů a homosexuálních žen. Také umožňuje objektivněji popsat možné zaměření transsexuálních nebo intersexuálních lidí, u nichž slova homosexuální nebo heterosexuální postrádají jednoznačnost. Lze jím také označit náklonnost nedospělých chlapců nebo dívek k dospělým ženám (tedy náklonnost komplementární k ženské pedofilii, efebofilii, hebefilii a k rodičovské nebo pedagogické lásce žen).

## Původ a rozsah užívání pojmu gynekofilie
Slovo bylo do odborného užívání zavedeno teprve ve dvacátém století jako umělý novotvar, a to obdobně podle dříve vzniklého slova androfilie. Mezi laickou veřejností není obecně známé a užíváno je pouze v některých teoriích a kontextech. Není běžnou součástí zdravotnické ani psychiatrické terminologie.
Z českých sexuologů je užívali například Kurt Freund a Aleš Kolářský. Užívá se i v souvislosti s transsexuální (transgenderovou) a intersexuální tematikou.